# Голдашовка
Голдашо́вка (укр. Голдашівка, пол. Gołdaszówka) — село на Украине, находится в Бершадском районе Винницкой области.
Код КОАТУУ — 0520481303. Население по переписи 2001 года составляет 1017 человек. Почтовый индекс — 24464. Телефонный код — 4352.
Занимает площадь 34,604 км².

## Адрес местного совета
24464, Винницкая область, Бершадский р-н, с. Голдашовка, ул. Ленина, 82, тел. 56-33-8